# Agos-Vidalos
Agos-Vidalos  là một xã thuộc tỉnh Hautes-Pyrénées trong vùng Occitanie tây nam nước Pháp. Khu vực này có độ cao trung bình 415 mét trên mực nước biển.